# Управление за безопасност и охрана
Управлението за безопасност и охрана (УБО, Пето управление) е подразделение на Държавна сигурност на България, натоварено с охраната и битовото обслужване на висшите функционери на тоталитарния комунистически режим. То е управлението на Държавна сигурност с най-голям брой служители.

## Функции
Дейността на УБО по снабдяване е обект на постоянно внимание на най-висшето партийно ръководство, а работата му и обхвата на привилегированите лица са подробно регламентирани с множество нормативни актове. Размерът на финансираните от държавата привилегии е огромен. Така например през 1951 г. членовете и кандидат-членовете на Политбюро могат да ползват всяко тримесечие текстилни стоки за 60 хиляди лева и колониални стоки за 60 хиляди лева (за сравнение по това време средната месечна пенсия е 200 лева). В допълнение към това висшето партийно ръководство разполага с безотчетни фондове от бюджета на ЦК на БКП, например първият секретар през 1958 г. – в размер на 20 хиляди лева.
Управлението осигурява на висшата номенклатура на режима разнородни услуги на занижени и често символични цени – строителни ремонти, доставка на обзавеждане, автомобили и резервни части от страната и чужбина, чистачки, камериерки и фризьорки, пране и химическо чистене, шивашки и тапицерски услуги, производство и доставка на чисти храни.

## История
Още от самото създаване на Държавна сигурност в нейния състав има служба за охрана, която първоначално е отговорна главно за сигурността на царския дворец.
След Деветосептемврийския преврат от 1944 година охранителната дейност е цялостно реорганизирана по съветски образец. Началото на процеса е поставено през есента на 1945 година, когато в България идва Георги Димитров, висш съветски функционер, който трябва да оглави режима. Първоначално той има лична охрана от съветски офицери, но по същото време в Държавна сигурност е създадено Отделение „Охрана“, което да поеме охранителната дейност на висшето ръководство.
Първоначално отделението за охрана е оглавено от Богдан Думков, а през 1947 година – от Димитър Гръбчев. На 9 февруари 1947 година (според други източници – в началото на 1948 година) отделението е преобразувано в самостоятелен Пети отдел на Държавна сигурност. На 8 март 1948 година със заповед № 70-С на Дирекция „Държавна сигурност“ специална охранителна дружина към отдела. Отделът се състои от 2 отделения – за охрана на обекта „Врана“ и за охрана на членовете на Политбюро на ЦК на БКП и на правителството. По същото време са създадени и две други служби, които по-късно стават част от УБО – Управление „Особени имоти“ към Министерски съвет и Осмо отделение („за специално снабдяване и обслужване на т.нар. правоимеющи“) в Държавна сигурност. На 14 януари 1949 година Осмо отделение е преобразувано в Осми отдел. На 8 януари 1951 година Пети и Осми отдел са обединени във Второ управление начело с Николай Цачев, преименувано на 19 април 1952 година в Седмо управление. На 15 май 1954 година началник на управлението отново става Димитър Гръбчев.
На 7 януари 1963 година УБО е преномерирано на Пето управление. На 1 февруари същата година то е извадено от състава на Министерството на вътрешните работи и е пряко подчинено на Министерския съвет, оглавяван от предходната година лично от диктатора Тодор Живков. След смъртта на Димитър Гръбчев на 2 септември 1968 година управлението е оглавено от Илия Кашев. През 1971 година то е прехвърлено на подчинение на новосъздадения и оглавен от Тодор Живков Държавен съвет. След смъртта на Илия Кашев на 28 септември 1986 година началник на УБО става Георги Милушев.
След разделянето на Държавна сигурност от 15 февруари 1990 година УБО става основа за днешната Национална служба за охрана.

## Наименования
- Отдел V към Дирекция „Държавна сигурност“ (8 март 1948 – 1949)
- Отдел VIII към Дирекция „Държавна сигурност“ (1949 – 1951)
- Управление II-ДС УБО към МВР (1951 – 1952)
- Управление VII ДС УБО към МВР (19 април 1952 – 7 януари 1963)
- Управление V ДС УБО към МВР (7 януари 1963)
- Управление V ДС УБО към Министерски съвет (1 февруари 1963)

## Ръководители
- Богдан Думков (ноември 1947 – 1947)[7]
- Димитър Гръбчев (1 май 1947 – 8 януари 1951)[8]
- Николай Цачев (8 януари 1951 – 15 май 1954)[4]
- Димитър Гръбчев (15 май 1954 – 2 септември 1968)[4]
- Илия Кашев (5 септември 1968 – 28 септември 1986)[9]
- Георги Милушев (31 октомври 1986 – 14 ноември 1989)[10]
- Сава Джендов (30 ноември 1989 – 15 февруари 1990)[11]